# DDR-SDRAM
DDR  (від англ. Double Data Rate — подвійна швидкість передачі даних) — один з типів оперативної пам'яті, які використовуються в комп'ютерах. Технологія DDR SDRAM дозволяє передавати дані по обох фронтах кожного тактового імпульсу, що дозволяє подвоїти пропускну здатність пам'яті.

## СтандартиJEDEC
| Стандартна назва | Частота пам'яті | Час циклу | Назва модуля | Пікова пропускна здатність |
| DDR-200          | 100 МГц         | 10 нс     | PC-1600      | 1600 МБ/с                  |
| DDR-266          | 133 МГц         | 7.5 нс    | PC-2100      | 2133 МБ/с                  |
| DDR-333          | 166 МГц         | 6 нс      | PC-2700      | 2667 МБ/с                  |
| DDR-400          | 200 МГц         | 5 нс      | PC-3200      | 3200 МБ/с                  |

## Модулі

Модуль пам'яті DDR зі 184 контактами

Модулі пам'яті DDR SDRAM можна відрізнити від звичайної SDRAM за кількістю виводів (184 виводів у модулів DDR проти 168 виводів у модулів зі звичайною SDRAM) і по ключу (вирізи в області контактних площинок) — у SDRAM два, у DDR — один. Згідно JEDEC, модулі DDR400 працюють при напрузі живлення 2,6 В, а повільніші — при напрузі 2,5 В. Деякі швидкісні модулі для досягнення високих частот працюють при великих напругах, до 2,9 В.
Більшість останніх чипсетів з підтримкою DDR дозволяли використовувати модулі DDR SDRAM в двоканальному, а деякі чипсети й в чотириканальному режимі. Даний метод дозволяє збільшити у 2 або 4 рази відповідно теоретичну пропускну здатність шини пам'яті. Для роботи пам'яті у двоканальному режимі потрібно 2 (або 4) модуля пам'яті, рекомендується використовувати модулі, що працюють на одній частоті та мають однаковий обсяг і тимчасові затримки (латентність, таймінги). Ще краще використовувати абсолютно однакові модулі.
Зараз модулі DDR практично витіснені модулями типів DDR2 і DDR3, які в результаті деяких змін в архітектурі дозволяють отримати більшу пропускну здатність підсистеми пам'яті. Раніше головним конкурентом DDR SDRAM була пам'ять типу RDRAM (Rambus), проте зважаючи на наявність деяких недоліків з часом була практично витіснена з ринку.